# Authuile Military Cemetery
Authuile Military Cemetery is een Britse militaire begraafplaats met gesneuvelden uit de Eerste Wereldoorlog, gelegen in de Franse gemeente Authuille (Somme). De begraafplaats werd ontworpen door Herbert Baker en ligt 250 m ten zuidwesten van het dorpscentrum (Église Saint-Fursy). Het terrein ligt op de oostelijke oever van de Ancre en volgt het profiel van de helling naar deze rivier. De begraafplaats heeft een oppervlakte van 2.650 m² en wordt begrensd door een haag. Vanaf de Rue d’en Bas loopt er een pad van 80 m naar de toegang waar het Cross of Sacrifice staat opgesteld. De begraafplaats wordt onderhouden door de Commonwealth War Graves Commission.
Er worden 473 doden herdacht waaronder 38 niet geïdentificeerde.

## Geschiedenis
Het dorp werd door de Britse troepen bezet vanaf de zomer van 1915 tot aan het Duitse offensief aan de Somme (als onderdeel van het lenteoffensief) in maart 1918 waarbij het door artillerievuur volledig werd vernield. 
De begraafplaats werd door gevechtseenheden en veldhospitalen gebruikt van augustus 1915 tot december 1916 en door Indische arbeidersploegen (Indian Labour Companies) in 1917 en 1918.
Er worden 451 Britten (waaronder 34 niet geïdentificeerde), 3 Zuid-Afrikanen, 18 Indiërs (waaronder 4 niet geïdentificeerde) en 1 Duitser herdacht. Voor 18 Britten werden Special Memorials opgericht omdat hun graven niet meer gelokaliseerd konden worden en men aanneemt dat ze zich onder naamloze graven bevinden. Twee Duitse graven werden naar elders overgebracht.

## Graven

### Onderscheiden militairen
- Herbert Graham Barber, kapitein bij het York and Lancaster Regiment; Ernest Edward Sykes, kapitein bij de Duke of Wellington's (West Riding Regiment) en Sydney Philip Hannan, luitenant bij de Royal Field Artillery werden onderscheiden met het Military Cross (MC).
- sergeant Thomas Henry Clarke van de Duke of Wellington's (West Riding Regiment) en korporaal E.J. Wilkinson van het West Yorkshire Regiment (Prince of Wales's Own) werden onderscheiden met de Distinguished Conduct Medal (DCM).
- De sergeanten A. Boldison en George Edward Golby ontvingen de Military Medal (MM).

### Minderjarige militairen
- korporaal Albert Taylor, schutter David Martin en de soldaten George B. Fisher en H. Allcock waren 17 jaar toen ze sneuvelden.